# 洛斯阿拉莫斯国家实验室
洛斯阿拉莫斯國家實驗室（英語：Los Alamos National Laboratory，缩写：LANL；前稱“Y計劃”、洛斯阿拉莫斯實驗室、洛斯阿拉莫斯科學實驗室）是美國承擔核子武器設計工作的兩個国家实验室之一，另一個是勞倫斯利弗莫爾國家實驗室（始於1952年）。洛斯阿拉莫斯國家實驗室建立于1943年曼哈顿计划期间，最初负责原子弹的制造、由伯克利加州大学负责管理，首任主任是“原子弹之父”罗伯特·奥本海默。
該國家實驗室位於新墨西哥州洛斯阿拉莫斯，隸屬美國能源部，目前的管理和運行則歸由加州大学等机构组成的國家安全公司（Triad National Security, LLC）負責。洛斯阿拉莫斯國家實驗室是世界上最大的科學和技術研究機構之一，它在國家安全、太空探索、 可再生能源、醫藥、納米技術和超級計算機等多個學科領域開展研究。
洛斯阿拉莫斯國家實驗室是新墨西哥州北部最大的研究機構和最大的雇主，擁有大約9,000名的直接僱員和774人左右的合同雇員。此外還有大約120名的美國能源部員工駐紮在實驗室，負責監督那裡的工作和運行情況。實驗室約三分之一的技術人員是物理學家，四分之一是工程師，六分之一為化學家和材料科學家，其餘的則在數學和計算科學、生物學、地球科學等其他學科的工作。外部的科學家和學生也會訪問洛斯阿拉莫斯國家實驗室參與科研項目。實驗室聯合大學和業界進行能源方面的基礎和應用研究。洛斯阿拉莫斯國家實驗室2016年的預算約為22億美元。

## 歷史

### 曼哈頓計劃
洛斯阿拉莫斯國家實驗室成立於第二次世界大戰期間，用作為集中協調“曼哈頓計劃”科學研究的秘密設施。曼哈頓計劃是盟軍開發首個核武器的項目。1942年9月，分散于全國各地的大學在核子武器初步研究中遭遇困難，這就意味著需要一間專門的實驗室。
萊斯利·理查德·格羅夫斯將軍希望有一個地處單獨分開安全位置的中央實驗室，並能讓科學家遠離民眾。它到邊境線和密西西比都應至少200英里。約翰·達德利少校建議使用猶他州的橡樹城或者新墨西哥州的赫梅斯泉，但皆被拒絕。曼哈頓計劃的科學主管尤里烏斯·羅伯特·奧本海默青年時候在新墨西哥地區度過了許多時光，他建議選址洛斯阿拉莫斯牧場學校，那裡山頂平緩。達德利以學校不符合格羅夫斯的標準而拒絕該提議。然而，當格羅夫斯見到那里時，他說就是這。奧本海默成為實驗室的第一任主管。
曼哈頓計劃中，洛斯阿拉莫斯國家實驗室容納有數千名員工，包括許多榮獲諾貝爾獎的科學家。實驗室的位置則完全是個秘密，其僅有的郵件地址只是一個地處新墨西哥州聖塔菲編號為1663的郵箱。最終，實驗室還啟用了另外兩個郵箱，編號分別是180和1539，它們也都在聖達菲。雖然洛斯阿拉莫斯國家實驗室與加州大學的合約最初是暫時性的，但戰後他們依然保持長期關係。加州大學主席羅伯特·斯普勞爾在原子彈轟炸日本的廣島和長崎之前都未知曉實驗室的目的，他認為實驗室可能是產生“死光”的。加州大學管理委員會中唯一知道實驗室真正目的和確切物理位置的人是財長秘書長羅伯特·昂德希爾。昂德希爾負責的戰時合同和負債。
洛斯阿拉莫斯國家實驗室最終研製出數個原子裝置。其中之一就被用於1945年7月16日在新墨西哥州阿拉莫戈多附近進行、代號為“三位一體”（Trinity）的首次核子試驗。另兩件核子武器“小男孩”和“胖子”則分別轟炸了廣島和長崎。由於卓越的生產，該實驗室在1945年10月16日榮獲陸海軍“E”獎。
第二次世界大戰結束後，奧本海默卸任實驗室主管，由诺里斯·布拉德伯里接替。諾里斯最初的任務是製造先前手工組裝的核子炸彈，以便它們能在沒有訓練有素科學家的協助下大規模生產。許多洛斯阿拉莫斯國家實驗室原先的“名人”選擇離開，有的甚至成為公開反對進一步發展核子武器的人。
1940年代以來的數年間，洛斯阿拉莫斯國家實驗室負責了氫彈及許多其他核子武器變種的發展。在此該階段，幾位女科學家也為實驗室的工作作出了貢獻。1952年，勞倫斯·利弗莫爾國家實驗室作為洛斯阿拉莫斯國家實驗室的“競爭者”而宣告成立，它承托了激勵兩家核子武器設計實驗室創新的希望。洛斯阿拉莫斯和勞倫斯·利弗莫爾曾是美國國家實驗室系統中最為秘密的兩家，它們設計了美國的所有核武庫。兩個國家實驗室的其他工作包括基礎科學研究、粒子加速器發展、保健物理和聚變發電研究。許多核子試驗在馬紹爾群島和內華達試驗場進行。1950年代後期，包括約翰·羅伯特·貝葉斯特博士在內的一些科學家離開洛斯阿拉莫斯而前往地處聖地亞哥的通用原子公司（General Atomics）任職。
洛斯阿拉莫斯國家實驗室發生過三起主要核事故。兩起臨界事故分別發生於1945年8月和1946年5月，第三次事故則發生在1958年12月。
1965年，洛斯阿拉莫斯國家實驗室入選國家歷史地標。

### 冷戰之後
冷戰结束之时，勞倫斯利佛摩國家實驗室与洛斯阿拉莫斯國家實驗室都对自己的研究方向进行了大幅度的扩展，以适应冷战结束后对核武器研究降低的需求。两个实验室都开始进行许多“非战争应对”的科学技术研究项目。洛斯阿拉莫斯实验室的核科研主要与计算机模拟和核武库维护相关，双轴射线成像流体动力学实验装置的部署可以使无核爆核试验成为可能。

## 爭議和批評
克勞斯·富赫斯參加曼哈頓計劃時，在此工作。他是蘇聯的一名間諜，將多項機密資料交給蘇聯，協助蘇聯在第二次世界大戰後發展出原子彈與氫彈。
不過，該實驗室近年出現多宗爭議事件，包括遺失機密數據、起訴一名華人科學家李文和充當間諜，2004年實驗室需要大規模重組，2006年6月，多年來一直營運實驗室的加州大學交出管理權，實驗室交由新成立的「洛斯阿拉莫斯國家安全委員會」全面接手，成員包括加州大學及多間軍火營辦商，新委員會的目標將要令實驗室盈利。

## 实验室主任
- 罗伯特·奥本海默（1943年－1945年）
- 诺里斯·布拉德伯里（1945年－1970年）
- Harold Agnew（英语：Harold Agnew）（1970年－1979年）
- Donald Kerr（英语：Donald Kerr）（1979年－1986年）
- Sig Hecker（英语：Sig Hecker）（1986年－1997年）
- John C. Browne（英语：John C. Browne）（1997年－2003年）
- George Peter Nanos（英语：George Peter Nanos）（2003年－2005年）
- Robert W. Kuckuck（2005年－2011年）
- 查尔斯·F·麦克米伦（英语：Charles F. McMillan）（2011年－2018年）
- 特里·华莱士（英语：Terry Wallace (geophysicist)）（2018）
- 托马斯·梅森（英语：Thomas Mason (physicist)）（2018年至今）

## 外部連結
- Los Alamos National Laboratory (official website) （页面存档备份，存于）
- Los Alamos History (History/ official website) （页面存档备份，存于）
- LANSCE （页面存档备份，存于）
- LANL: The Real Story (LANL community blog （页面存档备份，存于）
- Technical area maps （页面存档备份，存于）
- "Protecting the Nation's Nuclear Materials". Government Calls Arms Complexes Secure; Critics Disagree （页面存档备份，存于） NPR.
- Los Alamos Study Group - an Albuquerque-based group opposed to nuclear weapons （页面存档备份，存于）